# Mégalocornée
La mégalocornée, ou mégalocornée isolée congénitale également appelée mégalophtalmie antérieure congénitale, est une maladie rare du développement du segment antérieur de l'oeil. Elle se caractérise par un élargissement bilatéral du diamètre cornéen supérieur à la normale atteignant et dépassant 12,5 mm.
La chambre oculaire antérieure est profonde, sans se caractériser par une augmentation de la pression intraoculaire. La mégalocornée isolée congénitale peut se traduire par des symptômes de myopie légère à modérée, d'une photophobie et d'une iridodonesis (en) (tremblement de l'iris), provoquée par une hypoplasie iridienne. Des complications associées à la maladie peuvent provoquer un décollement de la rétine, une cataracte précoce et un glaucome secondaire.
Le diamètre cornéen atteint les 12-12,5 mm chez l'enfant vers l'âge de 2-3 ans.
La présence d'une mégalocornée doit amener à adresser l’enfant rapidement à un centre spécialisé pour un bilan ophtalmologique complet. Le bilan clinique complet permet de déterminer également si on est en présence ou non d'un éventuel glaucome congénital primitif ou secondaire. La confirmation du diagnostic de mégalocornée implique une surveillance à vie du patient, dès son enfance.
La mégalocornée congénitale isolée est asymptomatique. Elle peut être caractérisée par de « gros jolis yeux » .
Lorsque la mégalocornée s'accompagne d'une hypotonie congénitale, d'un déficit intellectuel à divers degrés, d'un retard psychomoteur, d'un retard de développement, de convulsions, d'une légère dysmorphie faciale, on parle de syndrome de mégalocornée-déficience intellectuelle, un syndrome rare de déficit intellectuel.
Dans la forme de mégalocornée congénitale liée à l’X, le diamètre cornéen peut atteindre 18-19 mm. Le gène responsable est  Chordin-like 1 (en) qui joue un rôle dans le développement embryonnaire du segment antérieur mais également de la rétine.
Une mégalocornée congénitale peut être associée à certaines anomalies systémiques comme le syndrome de Marfan, l'anomalie de Neuhauser ou encore la trisomie 21.
La luxation cristallinienne est une complication classique de la mégalocornée.

## Liens
- « Orphanet: Mégalocornée isolée congénitale », sur www.orpha.net (consulté le 19 août 2025)
- « Orphanet: Syndrome de mégalocornée-déficience intellectuelle », sur www.orpha.net (consulté le 19 août 2025)